# Leticia Brédice
Leticia Brédice est une actrice argentine née le 26 juillet 1972 à Buenos Aires.

## Biographie
Après une première courte apparition dans La Peste de Luis Puenzo, elle poursuit une carrière tant au cinéma qu'à la télévision. Elle est remarquable dans Vies brûlées (Plata quemada) de Marcelo Piñeyro et dans Les Neuf Reines (Nueve reinas) de Fabián Bielinsky.
Elle a eu un fils avec Juan Pablo Sanguinetti, Indio, né le 11 août 2005. Elle est apparue dans l'édition argentine de janvier/février 2006 du magazine Playboy.

## Filmographie
- 1992 : La Peste de Luis Puenzo
- 1993 : Vivo con un fantasma (série TV)
- 1994 : Anni ribelli de Rosalia Polizzi : Laura
- 1994 : Sin condena (série TV)
- 1995 : La hermana mayor (série TV)
- 1996 : De poeta y de loco (mini-série TV)
- 1996 - 1998 : Los especiales de Doria (série TV - 3 épisodes)
- 1996 : Alta comedia (série TV - 1 épisode)
- 1997 : Sin querer de Ciro Cappellari :
- 1997 : Cenizas del paraíso de Marcelo Piñeyro : Ana Muro
- 1998 : Cómplices de Néstor Montalbano : Vera
- 2000 : Cóndor Crux, la leyenda de Juan Pablo Buscarini et Swan Glecer : Zonia (voix)
- 2000 : Vies brûlées (Plata quemada) de Marcelo Piñeyro : Giselle
- 2000 : Almejas y mejillones (Clams and Mussels) de Marcos Carnevale : Paola
- 2000 : Les Neuf Reines (Nueve reinas) de Fabián Bielinsky : Valeria
- 2000 - 2002 : Tiempofinal (série TV - 2 épisodes)
- 2001 : La mujer de mi vida de Antonio del Real : Faby
- 2001 : 22, el loco (série TV) : Ana Pandolfi
- 2002 : En la ciudad sin límites de Antonio Hernández : Eileen
- 2002 : Kamchatka de Marcelo Piñeyro : Professeur
- 2002 : ¿Sabés nadar? de Diego Kaplan
- 2002 : Muertos de amor de Beda Docampo Feijóo
- 2003 : El día que me amen de Daniel Barone : Mara
- 2004 : Ay Juancito de Héctor Olivera : Yvonne Pascal
- 2004 : Locas de amor (mini-série TV) : Simona Teglia
- 2005 : La suerte está echada de Sebastián Borensztein :
- 2005 : Botines (mini-série TV - 1 épisode)
- 2006 : Al Límite (série TV - 2 épisodes)
- 2006 : Killer Women (série TV - 3 épisodes)
- 2008 : Impunidad de Javier Torre : Julia
- 2008 : El frasco de Alberto Lecchi : Romina
- 2009 : Tratame bien (mini-série TV) : Sabrina
- 2009 : Tetro de Francis Ford Coppola : Josefina
- 2009 : Impostores (mini-série TV) : Vicky
- 2010 : Lo que el tiempo nos dejó (mini-série TV - 1 épisode) : Jania
- 2011 : El elegido (série TV) : Verónica San Martín
- 2012 : Condicionados (mini-série TV) : Darling
- 2012 : Graduados (série TV) : Claudina Haras
- 2013 : No somos animales de Alejandro Agresti : Dalmacia
- 2013 : El amor a vece de Eduardo Milewicz
- 2013 - 2014 : Mis amigos de siempre (série TV) : Carolina
- 2014 : Gato negro de Gastón Gallo : Elvira
- 2014 : Arrebato de Sandra Gugliotta : Laura Grotzki
- 2015 : El espejo de los otros de Marcos Carnevale
- 2015 : Francisco - El Padre Jorge de Beda Docampo Feijóo : Cecilia
- 2015 : 8 Tiros de Bruno Hernandez : Gabriela
- 2016 : Resentimental de Leonardo Damario
- 2018 : Museum (Museo) de Alonso Ruizpalacios : Sherezada
- 2018 : Un viaje a la Luna de Joaquín Cambre
- 2018 : El Lobista (série TV) : Natalia Ocampo
- 2018 : Respira: Transgenesis de Gabriel Grieco : Veronica
- 2018 : Bruja de Marcelo Páez Cubells : Marisa